# 亚洲电视新闻
亚洲电视新闻（英語：Asia Television News）是香港亚洲电视子公司亚洲电视数码媒体马来西亚运营的网络媒体。其總部位處马来西亚吉隆坡。
1. ↑  覃小萍. . 中国报. 2021-07-10  [2024-03-30]. （原始内容存档于2024-06-09） （中文）.